# Maurice Pirenne
Maurice Maria Pirenne (Tilburg, 29 november 1928 – 's-Hertogenbosch, 14 maart 2008) was een Nederlandse priester, componist en organist, voornamelijk bekend door zijn kerkmuziek.

## Levensloop
Hij was zoon van Louis Joseph Hubert Pirenne en Petronella Magdalena Menting. Pirenne studeerde filosofie en theologie aan het grootseminarie te Haaren. Tegelijkertijd studeerde hij orgel (bij Piet Hörmann, toenmalig organist van de Sint-Janskathedraal te 's-Hertogenbosch) en compositie aan het conservatorium te Tilburg.
Na zijn priesterwijding in 1952 kreeg hij van mgr. Mutsaerts toestemming om zijn muzikale talent verder te ontwikkelen op het gebied van gregoriaans, kerkorgel, compositie en musicologie aan het Pontificio Istituto di Musica Sacra te Rome, voor welke onderdelen hij cum laude slaagde.
Vanaf 1959, resp. 1960 tot eind 1993 was Pirenne docent aan het Brabants Conservatorium en het Nederlands Instituut voor kerkmuziek te Utrecht, aanvankelijk in de vakken gregoriaans en theorie, na enige jaren hoofdvak orgel. Van 1969 tot 1980 doceerde hij ook orgel aan het Arnhems Conservatorium.
Van 1965 tot 1991 was Pirenne rector cantus van de Schola Cantorum van de Sint-Janskathedraal te 's-Hertogenbosch. In 1991 werd hij benoemd tot organist van de Sint-Jan. Op 1 februari 2008 werd deze functie overgedragen aan Véronique Leenders-van den Engh, omdat Pirenne's gezondheid het niet toeliet het orgel nog langer te bespelen. Véronique Leenders-van den Engh was ruim 20 jaar assistentorganist en was leerling van Pirenne. Maurice Pirenne werd aangesteld als gastdocent aan het Rotterdams Conservatorium, waar hij Henco de Berg opleidde voor het diploma Uitvoerend Musicus Orgel.
Voor zijn verdiensten op muzikaal en cultureel gebied ontving Maurice Pirenne op 27 november 1998 de Albert Swane prijs. In 2001 ontving hij de dr. Rijnsdorp-prijs als waardering voor zijn gehele muzikale oeuvre. De stad 's-Hertogenbosch eerde Pirenne met de Jeroen Boschpenning in oktober 2007 vanwege zijn grote verdiensten voor de cultuur in deze stad.
In maart 2008 overleed Maurice Pirenne op 79-jarige leeftijd te midden van zijn naaste familie en vaste verzorgster. Hij werd op 19 maart begraven op begraafplaats Orthen in 's-Hertogenbosch.

## Composities

### Werken voor koor
- 1. Aan de stromen van Babylon (psalm 137) (SAB en orgel) (1980)
  2. Aandachtig Drieluik (koor en tien blazers) (1991-92)
  3. Aen Goede wy oock roepen zeere (2001, t.g.v. het zestigjarig bestaan van de Vrienden van de Schola)
  4. Acclamaties na het evangelie
  5. Acclamaties bij de voorbede (Floris van der Putt, bew. M. Pirenne)
  6. Acclamaties na de consecratie
  7. Al onze schulden zijn vergeven (1985)
  8. Ave Maria
  9. Ave Maris Stella (eenstemmig met orgel) (1963)
  10. Ave verum (1956)
  11. Bouwstenen voor liturgische vieringen (2005)
  12. Breek aarde uit in jubelzangen (psalm 66)
  13. Cantico del Sole (1989)
  14. Carillon (voor koor, orgel en beiaard) (2006)
  15. Communielied (psalm 62)
  16. Copiosa redemptio (1997; voor Jos van den Oort)
  17. De beker van verdriet (1985)
  18. De creatione Mundi (1997)
  19. De weg der verwachting (1990) (Adventsspel voor kinderen, soli, gemeente en orgel)
  20. Dextera Domini (vier- tot zesstemmig koor) (1957) (eindexamenwerkstuk)
  21. Die altijd is en komen zal
  22. Die roepen in nood (psalm 34) (SAB en orgel) (1980)
  23. Domine Deus salutis meae (1956-60)
  24. Domine Salvam Fac (cantus en drie mannenstemmen en orgel) (1960)
  25. Drie beurtzangen (twee versies) (1966)
  26. Dulce Consortium (STB en orgel): O sacrum convivium, Ave Maria en Tantum ergo (1961)
  27. Ego flos campi (voor Cappella Pratensis) (2001)
  28. L'Epitaph Villon (1970-71)
  29. Feestlied (vierstemmig mannenkoor, t.g.v. het 150jarig bestaan van het Grootseminarie Haaren) (1948)
  30. God rest you merry gentlemen (bewerking SATB)
  31. Heerlijk is het te loven (psalm 92) (SATB) (1976)
  32. Herders, Hij is geboren (bewerking SATB en orgel) (1986)
  33. Het hoogste woord daalt uit het licht
  34. Ingrediente Domino (SATB) (1953)
  35. Kom Schepper Geest daal tot ons neer (1968)
  36. Kom tot ons, de wereld wacht (1990) (bewerking SSA)
  37. Koning is onze God - naar Psalm 93
  38. Laat ons dan de feestdans leren (SATB) (1974)
  39. Laudate Dominum (SATB en orgel) (1980)
  40. Lied van de Gelovige Gemeenschap (1987)
  41. Liederen voor Kinderen, God geeft feest (i.s.m. Matthieu Dijker)
  42. Loflied op de Wijsheid (SATB, sopraan en tien blazers) (1986)
  43. Lumen ad revelationem gentium (driestemmig mannenkoor) (1950)
  44. Maria schone vrouwe (1988)
  45. Mijn God, mijn God, waarom verlaat Gij Mij (psalm 22) (1992)
  46. Mijn herder is de Heer (psalm 23) (1966)
  47. Mis Het Blijde Bericht (1965)
  48. Missa Commensalis (twee ongelijke stemmen en orgel) (1963)
  49. Missa in Conspectu Domini (driestemmig mannenkoor en orgel) (1957, Gloria in 1960)
  50. Missa Plebi Dei (eenstemmig koor en volk en orgel) (1965)
  51. Missa pro Dominica Minori (driestemmig mannenkoor) (1949)
  52. Muziek voor Utrechtse Koorboeken (1996)
  53. Nederlandse vespers (driestemmig vrouwenkoor en orgel) (1963)
  54. Nu moet gij allen vrolijk zijn (1989)
  55. Nu zijt wellekome (1968)
  56. O Heiland, open wijd de poort (bewerking SATB)
  57. O hoofd vol bloed en wonden (bewerking SSA)
  58. O magnum mysterium (1956)
  59. O sage dichter (1968)
  60. O salutaris hostia (SATB) (1956)
  61. Openingslied, Tussenzang, Acclamatie en Slotlied t.g.v. het 75jarig bestaan van het Sint-Janslyceum (1994)
  62. Psalm 4, Gij die mij ruimte geeft (1994; voor plebaan Gerrit van de Camp)
  63. Psalm 8, Heer, onze God, hoe vol macht is Uw naam (1985)
  64. Sancte Willibrorde (voor het Kathedrale Koor Utrecht t.g.v. 115jarig bestaan) (1984)
  65. Psalm 150, Brengt lof de Heer (1965) voor vierstemmig koor en elf blazers
  66. Sanctus (CTBB) (1957) (eindexamenwerkstuk)
  67. Scheppende Geest, Bouwstenen voor Avonddiensten (i.s.m. Jan Raas) (1997)
  68. Sint-Jansmis (vierstemmig koor en orgel) (2007)
  69. Stille nacht, heilige nacht (bewerking SSATB en orgel)
  70. Thans wandel ik vrij voor Gods aanschijn (psalm 116) (1978)
  71. The greatest show you ever saw (vier- tot zesstemmig koor) (1964)
  72. Toen de Hertog Jan kwam varen (vier- tot zesstemmig koor) (1979-80)
  73. Trinklied (vierstemmig koor) (1973-74)
  74. Triptiek: Kinderlijk, Herfst en Het grote avontuur (1983)
  75. Turbae-partijen uit Johannespassie (SATB) (1960)
  76. U bent eenvoudig
  77. Vader, in Uw handen beveel ik mijn Geest (psalm 102) (1985)
  78. Vexilla regis (1987; voor Vocaal Ensemble Markant)
  79. Vijf epigrammen
  80. Waar wij allen bijeen zijn (psalm 99 en 117,14-18)
  81. Wie zijn leven niet wil geven (1973)
  82. Wie woont onder de hoede (psalm 91)
  83. Wij komen tezamen (bewerking SATB)
  84. Willibrordlied (vierstemmig mannenkoor) (1946)
  85. Wisselende Gezangen van de zondagsmissen (eenstemmig met orgel) (1964)
  86. Wisselende Gezangen voor de Advent (vierstemmig koor) (1965)
  87. Wisselende Gezangen voor de Kerstnacht en Kersttijd (vierstemmig koor) (1965)
  88. Wisselende Gezangen voor de Pinkstertijd (vierstemmig koor) (1966)
  89. Zegen ons met het licht van uw ogen (psalm 104)
  90. Zendt Ge uw ademtocht
  91. Ziel (2001) (voor Ad Parnassum)
  92. Zing voor een gaaf en weerloos lam
  93. Zingt een nieuw lied voor God

### Werken voor orgel
- 1. Ciacona
  2. Koraal Von Gott will ich nicht lassen
  3. Metanoia (1985) (voor Nel van den Oort)
  4. Niemand leeft van ons voor zichzelf alleen (begeleiding en 3 verzen)
  5. Partita over Salutis humanae sator
  6. Passacaglia

### Overige werken
- 1. Intreccio per oboe e positivo (2002)
  2. Gij maakt ons, Jezus, waarlijk vrij (uit Twaalf Partita's: over gezangen uit het Liedboek voor de kerken door 12 hedendaagse Nederlandse toonkunstenaars) (1983)
  3. Movimento: per due trombe, due tromboni ed organo (1988)
  4. Preludium (voor 1968)
  5. Rondino over E-Es-C-B (voor piano quatre-mains) (1982)

## Stichting Maurice Pirenne
Bij testament heeft Maurice Pirenne de Stichting Maurice Pirenne in het leven geroepen. De stichting is officieel opgericht op 23 mei 2008 en heeft onder andere als doelstelling het leven en werk van Pirenne blijvend onder de aandacht te houden. Zij zal dit doen door uitvoeringen van zijn composities te stimuleren, zowel in concerten als in de liturgie. De stichting organiseert daartoe zelf concerten, maar kan ook een financiële bijdrage leveren aan het uitvoeren van composities van Maurice Pirenne.
Daarnaast laat de stichting zijn nog niet uitgegeven composities in druk verschijnen. De stichting zal tevens bijdragen aan de muziek in de Sint-Janskathedraal te 's-Hertogenbosch door financiële ondersteuning. De stichting beheert het archief van de priester-musicus, waaronder zijn composities en preken.
- Gemeinsame Normdatei: 120097218X
- International Standard Name Identifier: 0000 0000 3179 0464
- Library of Congress Control Number: n94113613
- Nederlandse Thesaurus van Auteursnamen: 073941395
- Virtual International Authority File: 63245946
- WorldCat: E39PBJfrKKgXKHvPtCwp3b8t8C